# The Last Horror Film
The Last Horror Film (també conegut com Fanatic) és una pel·lícula estatunidenca de comèdia de terror de 1982 dirigida per David Winters i protagonitzada per Joe Spinell i Caroline Munro. El rodatge es va fer en localització del 35è Festival Internacional de Cinema de Canes.

## Sinopsi
Vinny Durand és un taxista de Nova York que té una admiració il·limitada per Jana Bates, una actriu coneguda com la reina de les pel·lícules de terror. Precisament, Vinny té el projecte de convertir-se en director de cinema i somiaria amb tenir Bates com a protagonista de la seva primera pel·lícula. Sabent que serà a Canes per al Festival, ell hi va per intentar conèixer-la i convèncer-la. Malauradament per a ell, la seva falta de professionalitat i experiència, així com el seu zel ràpidament el crema amb l'estrella. És llavors quan es produeixen inquietants desaparicions al seguici de Bates.

## Repartiment
- Caroline Munro[5] – Jana Bates
- Joe Spinell[5] – Vinny Durand
- Judd Hamilton[5] – Alan Cunningham
- Devin Goldenberg[5] – Marty Bernstein
- David Winters[5][4] – Stanley Kline
- Susanne Benton[5] (acreditada com Stanley Susanne Benson) – Susan Archer
- Filomena Spagnuolo[5] (acreditada com Mary Spinell) – mare de Vinny
- Glenn Jacobson[5] – Bret Bates

## Premis
- Thomas F. Denove va guanyar el Clavell de Plata a la millor cinematografia al XV Festival Internacional de Cinema Fantàstic i de Terror el 1982[6]
  - Data: 30 de juliol de 1983 Academy of Science Fiction, Fantasy and Horror Films, EUA
- Nominada: Premi Saturn, Millor pel·lícula internacional[7]
- Filomena Spagnuolo va ser nominada a l'Acadèmia de pel·lícules de ciència-ficció, fantasia i terror, nominada: Premi Saturn, millor actriu secundària,[7]
- Premi Golden Scroll de Los Angeles
- Premi del Festival de Cinema de París

## Estrena
La pel·lícula completada es va estrenar el 9 d'octubre de 1982 al Festival de Cinema de Sitges. La pel·lícula va guanyar una gran quantitat de premis en diversos festivals de cinema.
La pel·lícula es va estrenar als cinemes als Estats Units, amb Fanatic com a títol, el juliol de 1983. Va ser llançat per primera vegada en vídeo domèstic als EUA el 23 de maig de 1984 per Media Home Entertainment.
Sentint que la manca d'un llançament en DVD era injust per a un clàssic de culte, Troma el va tornar a llançar en aquest format i més tard en Blu-ray, com a part de la seva Tromasterpiece Collection. La pel·lícula es troba ara sota el seu títol de treball original amb hores de funcions especials que inclouen entrevistes, comentaris, documentals i l'inacabat Maniac 2] de Spinell.